# نابالمرالخو
نابالمرالخو (به اسپانیایی: Navalmoralejo) یک شهرستان در اسپانیا است که در استان تولدو واقع شده‌است.

## خصوصیات
نابالمرالخو ۲۲ کیلومترمربع مساحت و ۷۷ نفر جمعیت دارد و ۴۲۳ متر بالاتر از سطح دریا واقع شده‌است.